# Pi
Pi (grčki srednji rod: Πι; veliko slovo Π; malo slovo π) šesnaesto je slovo grčkog alfabeta i ima brojčanu vrijednost od 80. Izgovara se /p/.

## Podrijetlo
Slovo pe iz feničkog pisma izvor je grčkog slova pi:
| Protosemitsko P | Feničko pe | Ranogrčko pi | Grčko pi |
| Protosemitsko P | Feničko pe | Ranogrčko pi | Grčko pi |

## Šifra znaka
|                | Unikod | Unikod                  | HTML     | HTML | izgled ovisi o pregledniku | poveznice (engl.)                |
| k. točka       | naziv  | kod                     | entitet  |      | izgled ovisi o pregledniku | poveznice (engl.)                |
| -------------- | ------ | ----------------------- | -------- | ---- | -------------------------- | -------------------------------- |
| Veliko slovo Π | U+03A0 | GREEK CAPITAL LETTER PI | &#x03A0; | &Pi; | Π                          | detaljni podaci test preglednika |
| Malo slovo π   | U+03C0 | GREEK SMALL LETTER PI   | &#x03C0; | &pi; | π                          | detaljni podaci test preglednika |